# Geißel des Fleisches
Geißel des Fleisches ist ein 1965 entstandener, österreichischer Exploitationfilm, der im Gewand eines Gerichts-, Gewalt- und Sexualthrillers gestaltet wurde. Herbert Fux erhielt hier von Regisseur Eddy Saller seine erste Hauptrolle.

## Handlung
Wien, Mitte der 1960er Jahre. Alexander Jablonsky ist ein Triebtäter mit langem Vorstrafenregister. Nun steht der Barpianist erneut vor Gericht. Diesmal wird ihm vorgeworfen, sich an der Balletttänzerin der Wiener Staatsoper Eva im dortigen Duschraum vergangen und sie anschließend erwürgt zu haben, wie zu Beginn des Films gezeigt wird. Auch eine weitere Frau soll der hagere, junge Mann, der in der anrüchigen „Playboy-Bar“ während obskurer „Frauen-Auktionen“ die Tasten schlägt, stranguliert haben. Eine dritte Frau, die er auf der Straße aufgelesen und in seinem Fahrzeug mitgenommen hatte, konnte ihm während eines Stopps nach einer Verfolgungsjagd durchs Unterholz nur mit sehr viel Glück entkommen. Seitdem ist man Jablonsky auf der Spur, man hat ihm bislang nur nichts nachweisen können. Der Prozess rollt nun in Rückblenden das Leben Jablonskys auf und versucht, die ihm vorgeworfene Mordtat aufzuklären.
Der Verteidiger bemüht sich redlich, die Unschuld seines Mandanten zu beweisen. Er versucht, mittels eines gerichtspsychiatrischen Gutachtens Jablonskys Verhaltensweisen dadurch zu erklären, dass ihn sein Stiefvater verachtet und seine Mutter ihn wegen seines Äußeren gehasst habe und die Mitschülerinnen ihn gleichfalls als unattraktiv verspottet hätten. Wie die Rückblenden bald zeigen werden, ist die Beweislast gegen Jablonsky erdrückend. Lange Zeit kam der verbissen ermittelnde Oberinspektor Wilhelm Behrens, ein mit skurrilem schwarzen Backenbart ausgestatteter, dicklicher Typ, in diesem Fall weiter. Vor Gericht erzählt Behrens, wie er versuchte, Jablonsky zu überführen. Er hatte einen ungewöhnlichen und nicht ungefährlichen Plan ersonnen, um Jablonsky dingfest zu machen: die blutjunge und in der Judo-Verteidigungstechnik ausgebildete Kriminalbeamtin Marianne Körner sollte als Lockvogel auf Jablonsky angesetzt werden. Dazu wurde sie als Animiermädchen ausgestattet und sollte als neues Barmädchen der Playboy-Bar Jablonsky schöne Augen machen, in der Hoffnung, dass dieser früher oder später versuchen würde, auch sie zu ermorden.
Behrens und sein Assistent haben sich eines Abends in der Bar eingefunden und beobachten Jablonsky und dessen Verhalten Marianne gegenüber ganz genau. Der Barchef zwingt eines seiner widerstrebenden Mädchen, an der nächsten „Mädchen-Auktion“ teilzunehmen. Für einen Moment sind sowohl Behrens als auch sein Assistent nicht mehr in der Bar anwesend, weil Behrens ein in seinen Augen gefährdetes Mädchen zu ihrem Schutz festsetzt und dessen Assistent einem Unbekannten in den Keller des Etablissements nachjagt. Jablonsky ist derweil verschwunden, und nun versucht Marianne Körner, den Verdächtigen auf ihre Weise zu überführen, indem sie sich in Jablonskys Auto setzt und dort auf ihn warten will. Derweil wird Jablonsky auf der Straße von einer Prostituierten angesprochen. Als sie ihn zu sich nehmen will, wird sie beinah das nächste Mordopfer des Triebtäters. Wenig später befindet sich Jablonsky endgültig auf der Flucht und landet in seinem Wagen, wo Marianne bereits auf dem Beifahrersitz auf ihn wartet. Man fährt los und wird von der Polizei gesichtet, die sich sofort an Jablonskys Auto heftet. Dieser versucht nun mehrfach auch Marianne zu erwürgen, doch die junge Polizistin kann ihn auf einer Baustelle mit einer Holzlatte bewusstlos schlagen.
Der Staatsanwalt plädiert für eine lebenslange Haftstrafe und weist darauf hin, dass seiner Meinung nach der Beweis erbracht sei, dass keine sexuelle Erregung Jablonsky zu seinen Taten getrieben hätte. Dann zeigt der Staatsanwalt noch drei Fotos von bestialisch zugerichteten Frauen, die Jablonsky ebenfalls auf dem Gewissen haben soll. Schließlich wird eine Zeitungsmeldung eingeblendet, in der zu lesen ist: „Der Mörder richtete sich selbst. Jablonsky erhängte sich in seiner Zelle“. Die Schlusseinstellung zeigt ein Straßencafé in der Wiener Innenstadt, in dem sich zwei junge Frauen über den Fall Jablonsky unterhalten. Ein gutsituierter Herr fortgeschrittenen Alters blickt auf die schlanken Beine der jungen Damen, und sein leicht lüsterner Blick will nicht weichen. Mit dieser Szene endet der Film, ihre Deutung bleibt dem Zuschauer überlassen.

## Produktionsnotizen
Geißel des Fleisches wurde in Wien gedreht und erlebte seine Uraufführung am 19. November 1965 in der österreichischen Hauptstadt. In Deutschland wurde der Streifen am 27. Mai 1966 erstaufgeführt.
Rudolf Höfling besorgte die Ausstattung, Herbert Giesser den Ton. Helmut Meewes gestaltete die Titelsequenz. Peter Leidenfrost übernahm die Produktionsleitung. Bemerkenswert sind die jazzigen Klänge des Filmkomponisten Gerhard Heinz, die bereits im Vorspann erklangen. Edgar Osterberger, der später vor allem Dokumentar-, Industrie- und Experimentalfilme fotografierte, drehte mit Geißel des Fleisches seinen ersten Kinospielfilm.
Äußerst ungewöhnlich für einen Film dieser Zeit, werden mehrfach Nacktaufnahmen von Frauen (etwa im Duschraum) gezeigt.
Für die bundesrepublikanische Fassung haben hochdeutsch sprechende Schauspieler wie Friedrich Schoenfelder die österreichischen Kollegen synchronisiert.

## Historischer Hintergrund
Der Film orientiert sich vage an einem tatsächlichen Ereignis, das zwei Jahre zuvor Wien erschüttert hatte. Am 12. März 1963 wurde die elfjährige Ballettelevin Dagmar Fuhrich im Duschraum der Damengarderobe der Wiener Staatsoper ermordet aufgefunden. Das Mädchen war mit 34 Messerstichen getötet worden. Die Wiener Polizei startete daraufhin mit nie zuvor eingesetzten Mitteln ihre Fahndung nach dem entflohenen, unbekannten Täter. Drei Monate später wurden in der Wiener Innenstadt drei Frauen durch Messerattentate verletzt. Als ein Opfer um Hilfe rief, konnte der 33-jährige, wegen Diebstahls vorbestrafte Josef Weinwurm festgenommen und als „Opernmörder“, wie ihn fortan die Presse nannte, überführt werden.

## Kritiken
Der Film erregte seinerzeit mächtig Aufsehen und erhielt über die Jahre hinweg angesichts seiner schamlosen Ausbeutungsmentalität wütende Verrisse. Erst zu Beginn der 1990er Jahre wurde Geißel des Fleisches als ungewöhnlicher Beitrag des österreichischen Nachkriegskinos wiederentdeckt.
Paimann’s Filmlisten rügte 1965 massiv, dass man sich, anstatt sich auf die „psychologische Durchleuchtung des Triebverbrechers“ zu verlassen, in eine Aneinanderreihung von „Nackedei-, Animier- und Vergewaltigungsszenen“ ergeben habe und auch zahllose Brutalitäten habe miteinfließen lassen.
Das Lexikon des internationalen Films nannte den Trashstreifen einen „drittklassigen Film, der sich damit begnügt, für Sexualdelikte die Medien verantwortlich zu machen“.